# Loggia di Psiche

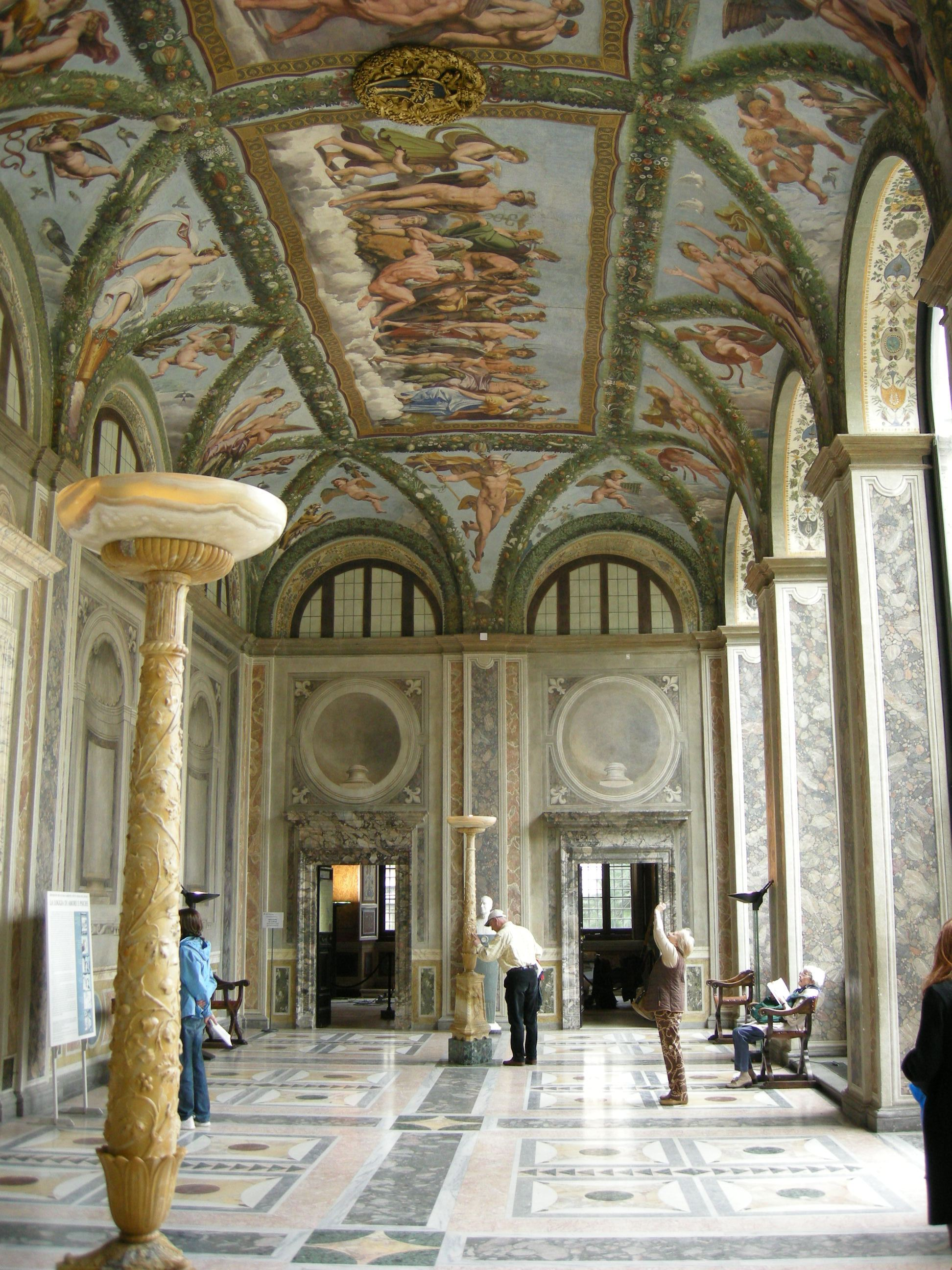
Loggia di Psiche

La Loggia di Psiche è un ambiente al piano terra di Villa Farnesina a Roma. Importante diaframma tra il giardino e gli ambienti interni, è celebre per il ciclo di affreschi di Raffaello e aiuti.

## Storia

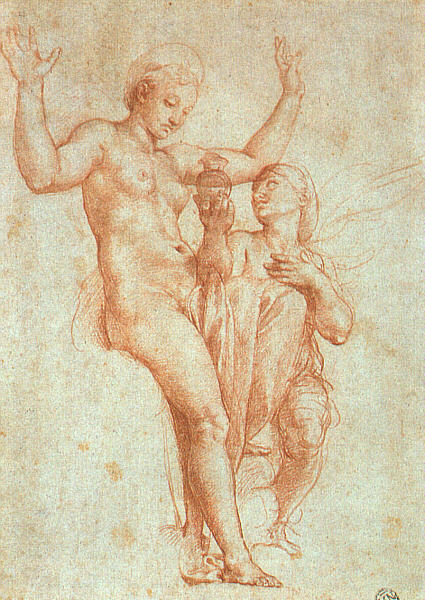
Disegno di Raffaello per Venere e Psiche, Cabinet des Dessins, Louvre

Il ricchissimo banchiere Agostino Chigi, vicinissimo alla corte papale, si era fatto costruire la sontuosa villa da Baldassarre Peruzzi tra il 1508 e il 1512, procedendo subito alla decorazione pittorica. Raffaello vi contribuì già dal 1511 circa (Trionfo di Galatea), seguito da Sebastiano del Piombo, il Peruzzi stesso, il Sodoma e altri.
La decorazione della loggia, tradizionalmente riferita al 1518 circa, è stata datata con esattezza grazie alla pubblicazione di una lettera datata 1º gennaio 1519, in cui Leonardo Sellaio scriveva al concittadino Michelangelo dell'imminente scoprimento degli affreschi, definendoli "chosa vituperosa a un gran maestro; pegio assai che l'ultima Stanza del Palazo assai": Michelangelo sentiva assai infatti la rivalità col Sanzio e la notizia della cattiva riuscita dell'impresa non poteva che fargli piacere.
L'apertura della loggia verso l'esterno, fino alla chiusura con vetrate, causò ingenti danni agli affreschi, che vennero ripassati da Carlo Maratta nel 1693-1694. In quell'occasione venne rinsaldato l'intonaco con 850 bullette di rame, vennero ridipinti i fondali azzurri e rifatti i contorni delle figure. Le ridipinture più vivaci vennero asportate con il restauro del 1930.

## Descrizione e stile
Nella loggia, un tempo aperta sul giardino, è dipinto il ciclo con le Storie di Amore e Psiche, tratte dall'Asino d'oro di Apuleio, opera di Raffaello e dei suoi allievi (Raffaellino del Colle, Giovan Francesco Penni, Giulio Romano) per il banchiere Agostino Chigi. Alcuni hanno messo in relazione la protagonista mitologica del soggetto, Psiche, con Francesca Ordeaschi, amante di Agostino Chigi, che da cortigiana si elevò al rango di moglie legittima del banchiere.
Le scene sono inserite in un intreccio di festoni vegetali, opera dell'altro allievo Giovanni da Udine, che simulano un pergolato con festoni di fiori e frutta, dividenti la volta in scomparti, che hanno uno sfondo azzurro-cielo. La presenza degli intrecci vegetali accresce il senso di continuum della loggia con il giardino; vi sono riconoscibili la bellezza di circa duecento specie botaniche, soprattutto domestiche, tra cui anche numerose piante importate dalle Americhe, scoperte solo pochi anni prima.
Il ciclo si divide in due grandi storie centrali che simulano arazzi tesi (Concilio degli dei e Convito nuziale), dieci pennacchi in corrispondenza dei pilastri e quattordici vele sopra gli archi.
Storie di Amore e Psiche
I pennacchi sono quattro su ogni lato maggiore e uno per lato minore. Le scene dei pennacchi sono: 
| Immagine | Soggetto                    | Attribuzione                                          | Immagine | Soggetto                      | Attribuzione                   |
| -------- | --------------------------- | ----------------------------------------------------- | -------- | ----------------------------- | ------------------------------ |
|          | Venere e Amore              | Raffaellino del Colle (Amore); Giulio Romano (Venere) |          | Mercurio                      | Raffaello e Giulio Romano      |
|          | Amore e le Grazie           | Giulio Romano                                         |          | Psiche trasportata da Amorini | Giovan Francesco Penni         |
|          | Venere con Cerere e Giunone | Raffaello (Venere e Cerere); Giulio Romano (Giunone)  |          | Venere e Psiche               | Giulio Romano                  |
|          | Venere sul carro            | Raffaello e Giulio Romano                             |          | Amore e Giove                 | Raffaello oppure Giulio Romano |
|          | Venere e Giove              | Giovan Francesco Penni                                |          | Mercurio e Psiche             | Giovan Francesco Penni         |

- Venere e Amore

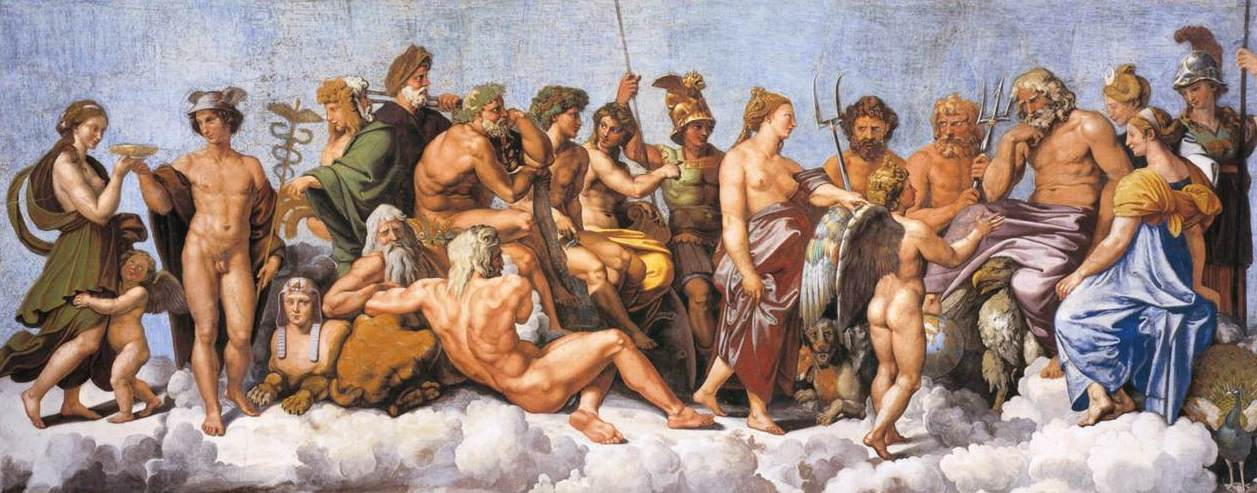
Concilio degli dei

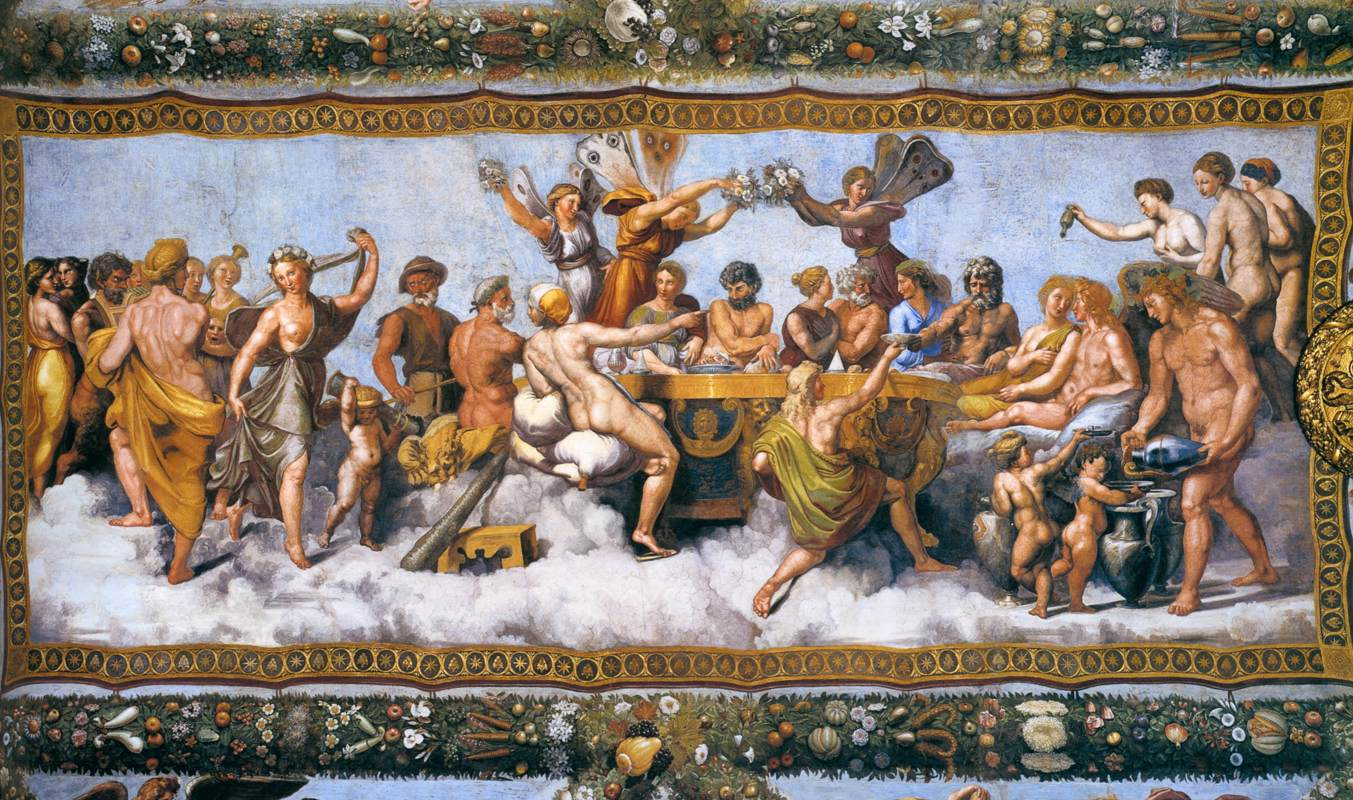
Banchetto nuziale

Venere sta mostrando a suo figlio Amore la bellissima principessa mortale Psiche, in modo che egli possa (con una delle sue frecce) indurla ad innamorarsi di un uomo indegno e deforme. È però lo stesso Amore ad innamorarsi della fanciulla.
- Amore e le Grazie

In questo episodio, assente nel racconto di Apuleio, Amore chiede alle Tre Grazie (anch'esse figlie di Venere) di intervenire a favore di Psiche che era stata mandata da Zefiro nel palazzo di Amore. La donna di spalle è uno dei nudi femminili più belli del Rinascimento e fu imitata molte volte.
- Venere con Cerere e Giunone

Venere ha scoperto il legame segreto tra il figlio e Psiche e si sta lamentando con Cerere (dea dei raccolti e dell'agricoltura) e Giunone (moglie di Giove e protettrice del Matrimonio e della Famiglia) dell'innaturale unione tra un dio ed una donna mortale. La dea della bellezza chiede alle due di unirsi a lei nella vendetta contro Psiche, ma Cerere e Giunone rifiutano.
- Venere sul carro

La dea della bellezza, quindi, si reca da Giove, su un cocchio dorato tirato da colombe, per chiedergli di aiutarla a punire Psiche. Nella scena, attribuita a Giulio Romano, si è riconosciuto l'intervento diretto del maestro Raffaello.
- Venere e Giove

Gelosa della bellezza di Psiche ed indignata del legame di quest'ultima con Amore, Venere chiede a Giove di cercare Psiche, introvabile, perché Amore l'ha fatta condurre da Zefiro in un magico palazzo.
- Mercurio

Giove ha incaricato Mercurio, messaggero degli dèi e dio del commercio, di cercare Psiche. Impugnando il suo Caduceo, Mercurio scende sulla Terra. Questo affresco è il più famoso di quelli rappresentati nei dieci pennacchi della loggia.
- Psiche trasportata da Amorini

Dopo varie imprese, tra cui la discesa nell'Averno per ottenere l'Acqua della Bellezza da Proserpina, Psiche viene trasportata da due Amorini sull'Olimpo per offrire a Venere la magica ampolla.
- Venere e Psiche

Al cospetto di Venere, Psiche le dona l'ampolla con l'Acqua della Bellezza avuta da Proserpina. Venere, che aveva sperato la morte della fanciulla, è delusa e stupita dalla riuscita dell'impresa di Psiche.
- Amore e Giove

Anche Amore si è recato davanti a Giove. Il re degli dèi, baciando Amore, acconsente a sospendere la caccia a Psiche e di accoglierla nell'Olimpo come moglie di Amore.
- Mercurio e Psiche

Mentre nel racconto di Apuleio è lo stesso Giove ad accogliere Psiche nell'Olimpo e trasformarla in una dea, nel progetto di Raffaello questo compito spetta a Mercurio. È un'identificazione allegorica, quindi, tra il dio del commercio (Merucrio) e il ricchissimo banchiere Agostino Chigi, proprietario della Villa, amico di Raffaello e committente di questi affreschi. Inoltre, il volto di Psiche è, con buona probabilità, quello di Francesca Ordeaschi, l'amatissima moglie di Agostino. Sopra Psiche c'è un pavone: è il simbolo di Giunone, protettrice del Matrimonio.
Le Storie di Amore e Psiche si concludono lietamente nelle scene del soffitto, il Concilio degli dei ed il Banchetto nuziale, che sono riferite generalmente al Penni o a Giulio Romano.
- Concilio degli dei

Gli dei sono ora riuniti per decidere le nozze di Amore e Psiche. Quest'ultima riceve dal dio Mercurio il nettare dell'immortalità: è diventata una dea. Amore nel frattempo implora, al cospetto di Giove, il perdono per la sua futura sposa. In basso a sinistra ci sono le personificazioni del Nilo (appoggiato ad una Sfinge) e del Gange (accanto ad una belva).
- Banchetto nuziale

Nell'episodio finale di questo ciclo di affreschi, Amore e Psiche (a destra della tavola, l'uno accanto all'altra) siedono al banchetto nuziale, mentre le Ore (con ali di farfalla) spargono fiori e le Grazie profumi. Al centro vi è Ganimede che offre una coppa a Giove, alla cui destra è seduta Giunone. Anche le altre divinità sono presenti in coppia: Nettuno e Anfitrite, Plutone e Proserpina, Ercole ed Ebe. Vulcano sta aspettando sua moglie Venere con un'espressione adirata, Bacco, accanto ad Amore, è presente come coppiere ed Apollo è ritratto sulla sinistra come musagete. Insieme a Pan, suona per la danza in onore di Psiche.
Le vele
Le vele invece mostrano amorini con animali e attributi delle varie divinità dei vicini pennacchi:
- Amorino con aquila
- Amorino con tridente
- Amorini e Cerbero
- Amorino con armi
- Amorino con grifo
- Amorino con caduceo
- Amorino con pantera
- Amorino con siringa
- Amorino con elmo e scudo
- Amorino con elmo e scudo
- Amorini e arpia
- Amorino e coccodrillo
- Amorino, leone e cavallo marino
- Amorini con arco